# Norbert Baumert
Norbert Baumert SJ (* 24. Juli 1932 in Penzig, Kreis Görlitz; † 16. September 2019 in Wien) war ein deutscher römisch-katholischer Geistlicher, Theologe und Neutestamentler.

## Leben
Norbert Baumert trat 1952 der Gesellschaft Jesu im damaligen Noviziat auf dem rheinhessischen Jakobsberg bei und empfing nach seiner philosophisch-theologischen Ausbildung in Pullach und Frankfurt 1961 die Priesterweihe in Berlin. Er war unter anderem Religionslehrer am Canisius-Kolleg sowie an der Liebfrauenschule in Berlin. Von 1975 bis 1977 hatte er übergangsweise das Amt des Vizerektors am Canisius-Kolleg inne. Seit 1972 war er außerdem Mitglied der Charismatischen Bewegung, deren deutschen Zweig er mit gegründet und theologisch begleitet hatte.
Nach der Promotion zum Dr. phil. 1972 an der Freien Universität Berlin war er von 1979 bis 1985 Dozent an der Philosophisch-Theologischen Hochschule Sankt Georgen in Frankfurt am Main und lehrte an derselben Hochschule von 1985 bis 2000 als Professor Neutestamentliche Theologie. Seine Arbeitsschwerpunkte waren die Briefe, Sprache und Theologie des Apostels Paulus.
Seit seiner Emeritierung lebte er in Wien und publizierte Kommentare zu den Paulusbriefen in der Reihe „Paulus neu gelesen“.

## Schriften (Auswahl)
- Täglich sterben und auferstehen. Der Literalsinn von 2. Kor. 4,12–5,10 (= Studien zum Alten und Neuen Testament. Band 34). Kösel-Verlag, München 1973, ISBN 3-466-25334-9 (zugleich Dissertation, Kirchliche Hochschule Berlin 1972).
- Ehelosigkeit und Ehe im Herrn. Eine Neuinterpretation von 1 Kor 7 (= Forschung zur Bibel. Band 47). Echter Verlag, Würzburg 1984, ISBN 3-429-00877-8 (zugleich Habilitationsschrift, PTH Sankt Georgen 1982).
- in der Reihe „Paulus neu gelesen“: Kommentare zu 1 Kor (2007, ISBN 978-3-429-02893-0); 2 Kor (2008, ISBN 978-3-429-02974-6); Gal, Phil (2009, ISBN 978-3-429-03156-5); Röm (2012, ISBN 978-3-429-03404-7); 1 und 2 Thess (2013, ISBN 978-3-429-03700-0); Phlm, Kol, Eph (2016, ISBN 978-3-429-03962-2); 1 und 2 Tim, Tit (2019, ISBN 978-3-429-05415-1).
- als Herausgeber: Jesus ist der Herr. Kirchliche Texte zur katholischen charismatischen Erneuerung. Vier-Türme-Verlag, Münsterschwarzach 1987, ISBN 3-87868-357-X.
- als Herausgeber mit Gerhard Bially: Pfingstler und Katholiken im Dialog. Die vier Abschlußberichte einer internationalen Kommission aus 25 Jahren. Charisma-Verlag, Düsseldorf 1999, ISBN 3-9803811-1-0.
- als Herausgeber: NOMOS und andere Vorarbeiten zur Reihe „Paulus neu gelesen“ (= Forschung zur Bibel. Band 122). Echter, Würzburg 2010, ISBN 978-3-429-03303-3.